# 7 germinal
7 ventôse 7 floréal
Le septidi 7 germinal, officiellement dénommé jour du bouleau, est le 187e jour de l'année du calendrier républicain.
C'était généralement le 27e jour du mois de mars dans le calendrier grégorien.